# اش (خواننده)
اشلین ری ویلسون (انگلیسی: Ashlyn Rae Willson؛ زادهٔ ۲۴ آوریل ۱۹۹۳) که با نام اش شناخته می‌شود، خواننده و ترانه‌نویس اهل ایالات متحده آمریکا است. او بیشتر به‌خاطر انتشار تک‌آهنگ خود برای فیلم تقدیم به همه پسران: پی‌نوشت. من هنوز دوستت دارم (۲۰۲۰) که توسط فینیاس اوکانل تهیه شده‌است، شناخته می‌شود. او از سال ۲۰۱۷ میلادی تاکنون مشغول فعالیت بوده‌است.